# Ochthebius janssensi
Ochthebius janssensi är en skalbaggsart som beskrevs av Ferro 1983. Ochthebius janssensi ingår i släktet Ochthebius och familjen vattenbrynsbaggar. Inga underarter finns listade i Catalogue of Life.